# Paul Kimmage
Paul Kimmage (nascido em 7 de maio de 1962) é um ex-ciclista irlandês que competiu no ciclismo nos Jogos Olímpicos de Verão de 1984, representando a Irlanda.